# Ködnitz
Ködnitz è un comune tedesco di 1 671 abitanti, situato nel land della Baviera.